# Sauveur Gandolfi-Scheit
Sauveur Gandolfi-Scheit, né le 19 janvier 1947 à Bastia, est un homme politique français, membre du parti Les Républicains.
De 1976 à 2020, il est maire de Biguglia (Haute-Corse).

## Biographie
Sauveur Gandolfi-Scheit est né le 19 janvier 1947 à Bastia. Issu d’une vieille famille bastiaise, son père était un négociant et un propriétaire foncier, notamment sur la commune de Biguglia. Il grandit, entouré d’une nombreuse fratrie, dans le quartier de la Citadelle où son frère aîné est élu conseiller général en 1982.
Le futur député plonge très vite dans la politique, puisque c’est à l’âge de 11 ans en 1958 qu’il prend sa première carte à l’UNR, lors de la visite du Général de Gaulle à Bastia. Il ne quitte ensuite plus les rangs gaullistes, que ce soit à l’UJP (Union des jeunes pour le progrès en 1965), à l’UDR (Union pour la défense de la République en 1968), puis au RPR (Rassemblement pour la République en 1976) et aujourd’hui à l’UMP (Union pour un mouvement populaire en 2002).
Passionné de sport (Champion de Corse du 100 m, Champion de Boxe Universitaire, rugbyman, participant à plusieurs courses et rallyes automobiles) il effectue jusqu’à 1975 ses études de médecine à la Faculté de Marseille. Docteur en médecine, spécialisé dans la biologie du sport et la réparation juridique du dommage corporel, il s’installe avec son épouse Marie-Laure à Bastia en 1976, à Lupinu.
Dans le même temps, en juin 1976, il est élu à 29 ans maire de Biguglia en lieu et place de Jean-Toussaint Dinelli, ce qui en fait un des plus jeunes premiers magistrats communaux de France. La commune compte alors 1 500 habitants et n’est qu’un village sans grande infrastructure. Chargé de mission du RPR en 1985, il est pressenti par les instances pour l’investiture aux élections législatives de 1986. Mais jugé « trop jeune », il cède la place à Pierre Pasquini dont il devient le suppléant.
Cette même année il est élu conseiller régional à l’Assemblée de Corse sur la liste RPR-UDF, fonction qu’il occupera sans interruption jusqu’en 2004, date à laquelle il devient membre du Conseil exécutif (9 membres) chargé du Sport et de la Jeunesse. C’est -entre autres- sous sa houlette qu’est adopté en novembre 2006, le Guide d’Aide aux Sports qui fait désormais autorité. Ses fonctions d’administrateur au CNFPT (1989-2007), à la Compagnie Corse Méditerranée (1992 à 1998), à l’OEHC (Office d’équipement hydraulique de Corse) (1999-2004), à l’ODARC (Office de développement agricole et rural de Corse) et en tant que Vice-Président du SIVOM de la Marana ont parfait sa connaissance du terrain et des rouages économiques. En 2002, il obtient l’investiture UMP aux élections législatives mais à cause des divisions de la droite, manque la qualification au 2nd tour pour quelques centaines de voix. Il s’agit à ce jour de sa seule défaite politique personnelle.
Nommé le 14 février 2002, chargé de mission du RPR et membre du Conseil National, il est ensuite désigné en mai suivant, secrétaire départemental de la fédération UMP de Haute-Corse (jusqu’en 2004). Le 17 juin 2007, ayant unifié l’ensemble de la famille libérale autour de son nom, il enlève la 1re circonscription de Haute-Corse (aux mains des radicaux de gauche depuis 45 ans) en battant le sortant Émile Zuccarelli avec 53,89 % des suffrages et en fédérant 31 communes sur 45. Seul nouveau député de la région, il fait partie des 50 "bleus", les nouveaux parlementaires UMP (sur 320) qui font leur entrée au Palais Bourbon.
Le 17 juin 2007, il est élu député de la 1re circonscription de Haute-Corse pour la XIIIe législature de l'Assemblée nationale.
Le 9 mars 2008, il est réélu pour la 7e fois maire de Biguglia qui a près de 7 000 habitants).
Fin février 2011, il est nommé Secrétaire national de l'UMP « chargé des espaces protégés » et intègre de ce fait de plein droit le Bureau politique du parti majoritaire.
Le 17 juin 2012, il est réélu député de la 1re circonscription de Haute Corse avec 38,07 % des suffrages. Il était opposé, au second tour, à Jean Zuccarelli (RDG) et Gilles Simeoni (REG) ayant remporté respectivement 30,71 % et 31,22 % des suffrages.
Il soutient Nicolas Sarkozy pour la primaire présidentielle des Républicains de 2016.
En Juillet 2014, Sauveur Gandolfi-Scheit et 13 autres parlementaires français qui se rendent à Moscou pour exprimer leur soutien aux dirigeants russes. La politique de Vladimir Poutine est alors largement condamnée en Occident, à la suite de l'annexion de la Crimée par la Russie, après un référendum au cours duquel la population s'est massivement prononcée pour ce rattachement[31]
Il est candidat à l'élection législative de 2017 en tant que député sortant avec l'investiture LR dans la 1re circonscription de Haute Corse. Il obtient 21,73 % des suffrages mais est devancé par Michel Castellani (candidat nationaliste de Pé a Corsica) totalisant 30,42 % des voix. Il perd son siège au second en réunissant seulement 39,19 % des voix derrière Michel Castellani qui lui obtient 60,81 % des voix.
En 2020, il se représente pour un 8e mandat. Il sort battu par le nationaliste Jean-Charles Giabiconi le 15 mars 2020. Il démissionne de ses fonctions immédiatement, avant l'entrée en vigueur du confinement à la suite de l'épidémie de Covid19 en France.

## Détail des mandats et fonctions

### Mandats locaux
- 17 mars 1986 - 28 mars 2004 : Membre de l'Assemblée de Corse
- 29 mars 2004 - 20 juin 2007 : Membre du Conseil Exécutif de l'Assemblée de Corse
- 19 juin 1976 - 16 mars 2020 : Maire de Biguglia

### Mandats nationaux
- 20 juin 2007 - 20 juin 2017 : député de la première circonscription de la Haute-Corse